# My Sweet Lord
My Sweet Lord pjesma je Georgea Harrisona, najpoznatijem kao bivšem lead gitaristu britanske grupe The Beatles. Nalazi se na albumu All Things Must Pass. Pjesma je primarno o hinduističkom bogu Krišni. Našla se na 460. mjestu od 500 najboljih pjesama svih vremena u časopisu Rolling Stone.

## Opis
Pjesma My Sweet Lord originalno je bila namijenjena za Billya Prestona, a napisana je u prosincu 1969. kada su George Harrison i Preston bili u Kopenhagenu u Danskoj, a snimljena je u Londonu.
Kada je izdana kao singl, postala je internacionalni hit broj 1, te je prodana u više od milijun kopija. Čak je bila jedna od najpopularnijih pjesama u UK-u u siječnju 2002. nakon Harrisonove smrti zbog raka. Osim na albumu All Things Must Pass, pojavila se i na The Concert For Bangla Desh (1971.), The Best of George Harrison (1976.), Live in Japan (1992.) i na Let It Roll: Songs by George Harrison (2009.).

### Hinduističke molitve
U prvoj polovici pjesme pjevači u pozadini pjevajući ponavljaju frazu Hallelujah (Aleluja), čestu u kršćanstvu i židovstvu. U drugoj polovici pjesme frazu Hallelujah zamjenjuju s Vaišnava hindu molitvama:
- Hare Krishna/Hare Krishna/Krishna Krishna/Hare Hare/Hare Rama/Hare Rama

koje se ponavljaju do kraja pjesme, s ponekim Hallelujah. Molitva gore je principalna mantra sljedbenika Gaudiya Vaišvanizma, koju je u Zapadnom svijetu popularizirao pokret Hare Krišna - ISKCON (Međunarodno društvo za svjesnost Krišne). Inače kroz pjesmu se također čuje i napjev na hindskom, specifično:
- Gurur Brahmā, gurur Viṣṇur, gurur devo Maheśvaraḥ
- (Učitelj je Brahmā, učitelj je Višnu, učitelj je Gospodin Maheśvara,)
- gurus sākṣāt paraṃ Brahma, tasmai śrī gurave namaḥ
- (Zaista je učitelj vrhovni Brahman, tom poštovanom učitelju ja se klanjam.)

Ova molitvu pjevaju sljedbenici hinduizma nakon himni posvećenoj Ganeši i Sarasvati.
Tijekom nastupa uživo George Harrison nastojao je uvježbati publiku da izgovaraju "sveta imena Gospodinova" (kirtan). 1982. u svom intervjuu s pokretom Hare Krišna Harrison je izjavio:
Želio sam pokazati da su "Aleluja" i "Hare Krišna" posve ista stvar. Prvo smo pjevali "Aleluja" a onda smo to zamijenili s "Hare Krišna" tako da bi ljudi izgovarali maha mantru prije nego što bi znali što se događa! Izgovarao sam "Hare Krišna" dugo vremena, i ova pjesma bila je jednostavna ideja kako uraditi zapadni pop ekvivalent mantre koja ponavlja uvijek iznova sveta imena. Ne osjećam se krivim (...) zbog toga (...)
Zbog hinduističkih napjeva fundamentalistički su kršćani, posebice antirock aktivisti među njima, proglasili pjesmu My Sweet Lord antikršćanskom i sotonističkom, no unatoč tome neki nanovo rođeni kršćani su je prihvatili.